# Faridkot (stad)
Faridkot is een nagar panchayat (plaats) in het gelijknamige district Faridkot van de Indiase staat Punjab. 

## Demografie
Volgens de Indiase volkstelling van 2001 wonen er 71.986 mensen in Faridkot, waarvan 53% mannelijk en 47% vrouwelijk is. De plaats heeft een alfabetiseringsgraad van 67%. 